# Basun
En basun, trækbasun eller trombone er et dybtklingende messingblæseinstrument, der primært bruges i klassisk musik og jazz. Den mest almindelige basuntype er tenorbasunen eller basbasunen, hvor musikeren med sin ene hånd kan forskyde to rørstykker i et teleskoplignende arrangement. Ved at ændre udtrækket ændres den rørlængde, som luften skal igennem, og derved ændres tonehøjden. På de fleste basuner er der dog også en kvartventil, som hjælper basunisten med nogle greb og gør, at basunisten kan komme længere ned, da kvartventilen også udvider rørets længde – dog bare som en almindelig ventil.
Der findes også en ventilbasun, der fungerer som andre messingblæsere, men dog er sjælden.

## Klang
Trombonen spiller i klang C. Det betyder at tonen C klinger som et C ligesom på et klaver. Det er i modsætning til lignende instrumenter, for eksempel trompeten, der typisk spiller i klang Bb.

## Historie
Som basunens forgænger regnes det romerske instrument buccina, der kunne minde om en lur, og som historisk kan føres tilbage til assyrerne. Basunen blev opfundet i 1500-tallet og blev primært brugt inden for kirke- og hofmusik.
I 1700-tallet blev basun en del af operaen og symfoniorkestre og har siden starten af 1900-tallet vundet indpas i jazz- og populærmusikken.

## Basuntyper
- Sopranbasun (også kaldet træktrompet)
- Tenorbasun (som er stemt i Bb)
- Altbasun
- Basbasun
- Kontrabasbasun